# Борис Васильевич (князь волоцкий)
Борис Васильевич  (26 июля 1449 — 25 мая 1494) — удельный князь Волоцкий c 1462 по 1494 год, шестой сын великого князя Московского Василия II Васильевича Тёмного (1415—1462) и Марии Ярославны (ок. 1418—1484).

## Биография
В 1462 году после смерти своего отца, великого князя московского Василия II Темного, Борис Васильевич получил в удельное владение города Волоколамск, Ржев и Рузу.
До 1473 года Борис жил со старшим братом, великим князем московским Иваном III в мире, но после смерти другого брата Юрия (Георгия) Васильевича, когда Иван III взял себе все его города, ни с кем не поделившись, отношения между братьями испортились. В том же году, Борис получил от Ивана Вышегород, однако напряженность во взаимоотношениях сохранялась. В 1479 году великий князь покусился на одно из старинных прав удельных князей — право принимать к себе отъехавших бояр. Слуги Ивана III попытались схватить боярина, князя Ивана Лыко-Оболенского, недовольного великим князем и отъехавшего к князю Борису Васильевичу, в Волоке, прямо посреди княжеского двора Бориса. После этого Борис, соединившись с другим братом Андреем Большим (Горяем), выступил на великого князя. Начался мятеж братьев Ивана III. Соединившись, они двинулись с войском в Новгородскую область, а оттуда повернули к литовскому рубежу и вошли в сношения с польским королём Казимиром, который, впрочем, не помог им. Они рассчитывали было найти поддержку во Пскове, но обманулись. Желая разделить их интересы, великий князь посылал отдельно к Андрею, предлагая ему Калугу и Алексин, но Андрей не принял этого предложения. Нашествие Ахмата (1480) поспособствовало примирению братьев. Иван сделался сговорчивее и обещал исполнить все их требования, и Андрей с Борисом явились с войском к великому князю на Угру, где он стоял против татар. Примирение состоялось при посредничестве матери — инокини Марфы, митрополита Геронтия и епископов: Вассиана Ростовского и Филофея Пермского. Иван III отчасти удовлетворил требования братьев и заключил с ними мир. Князь Борис вначале претендовал на Суходол, но по договору получил только села, бывшее владение Марии Голтяевой, жены князя Ярослава Владимировича.
В 1485 году князь Борис Волоцкий, вместе с братом Андреем Большим, участвовали в походе великого князя московского Ивана III на Тверское княжество. В 1486 г. был заключены новые договоры великого князя с братьями. В нём Иван III выступает уже не как старший брат, а как господин. Младшие братья отказывались от претензий на получение доли во вновь приобретённых землях. В 1491 году князь Андрей был заточён в тюрьму. Князь Борис был вызван в Москву 7 октября, он ожидал участи брата, но вымолил помилование и 10 октября выехал из Москвы.
В мае 1494 года Борис Васильевич Волоцкий скончался, разделив свой удел между двумя сыновьями: Фёдором (Волоколамск и половина Ржева) и Иваном (Руза и вторая половина Ржева).

## Семья
Супруга: с 9 мая 1476 г. дочь князя Михаила Дмитриевича Холмского, княгиня Иулиания (умерла в 1504 г.). Дети:
- сын Фёдор (ок. 1475—1513) — последний князь Волоцкий с 1494 по 1513 год;
- сын Иван (ок. 1483—1503) — последний князь Рузский (1494—1503);
- дочь Анна, жена князя Петра Дмитриевича Большого Хохолкова-Ростовского[источник не указан 3495 дней].

Погребен в Архангельском соборе Московского Кремля.

## Киновоплощения
- Телесериал «София» — Иван Вакуленко